# Duran Duran (álbum de 1993)
Duran Duran es el séptimo álbum de la banda británica Duran Duran y el segundo homónimo, lanzado en 1993. Informalmente se le conoce como The Wedding Album (por la portada del disco en el que aparecen las bodas reales de los padres de los miembros), para distinguirlo de su álbum debut de 1981. El álbum fue certificado con el disco de oro en el Reino Unido y platino en los Estados Unidos.

## Lista de canciones
- Todas las canciones compuestas por Duran Duran, excepto las indicadas.

1. "Too Much Information" – 4:56
2. "Ordinary World" – 5:40
3. "Love Voodoo" – 4:58
4. "Drowning Man" – 5:15
5. "Shotgun" – 0:54
6. "Come Undone" – 4:38
7. "Breath After Breath" (Duran Duran, Milton Nascimento) – 4:58
8. "UMF" – 5:33
9. "Femme Fatale" (Lou Reed) – 4:21
10. "None of the Above" – 5:19
11. "Shelter" – 4:25
12. "To Whom it May Concern" – 4:24
13. "Sin of the City" – 7:14

Pistas adicionales (Japón):
- - "Time for Temptation" [versión alternativa] – 3:46
  - "Stop Dead" [editada] – 3:52

### Bonus disc (UK Tour Edition)
1. "Falling Angel" – 4:35
2. "Stop Dead" – 4:31
3. "Time For Temptation" – 4:09
4. "Come Undone (Mezcla de 12" - Comin' Together)" – 7:21
5. "Ordinary World (Versión acústica)" – 5:07
6. "Too Much Information (Mezcla de 12" de David Richards)" – 4:14

### Sencillos
1. "Ordinary World"
2. "Come Undone"
3. "Too Much Information"
4. "Drowning Man" (sólo en USA)
5. "None of the Above" (sólo en Japón)
6. "Breath After Breath" (sólo en Brasil)
7. "Femme Fatale" (sólo en Francia)

## Créditos
- Simon Le Bon
- John Taylor
- Nick Rhodes
- Warren Cuccurullo

También:
- - John Jones
  - Milton Nascimento
  - Steve Ferrone
  - Vinnie Colaiuta
  - Bosco
  - Lamya
  - Tessa Niles
  - Karen Hendrix y Jack Merigg